# Anzacdag
Anzacdag (Engels: Anzac Day) is in Australië en Nieuw-Zeeland de jaarlijkse officiële gedenkdag voor alle inwoners die aan oorlogen, conflicten en vredesmissies hebben deelgenomen.
De gedenkdag vindt elk jaar op 25 april plaats, de dag waarop de landing van de Anzacs tijdens de Gallipoliveldtocht in de Eerste Wereldoorlog plaatsvond.
In Australië en Nieuw-Zeeland is Anzacdag een belangrijkere dag dan Remembrance Day.

## Geschiedenis

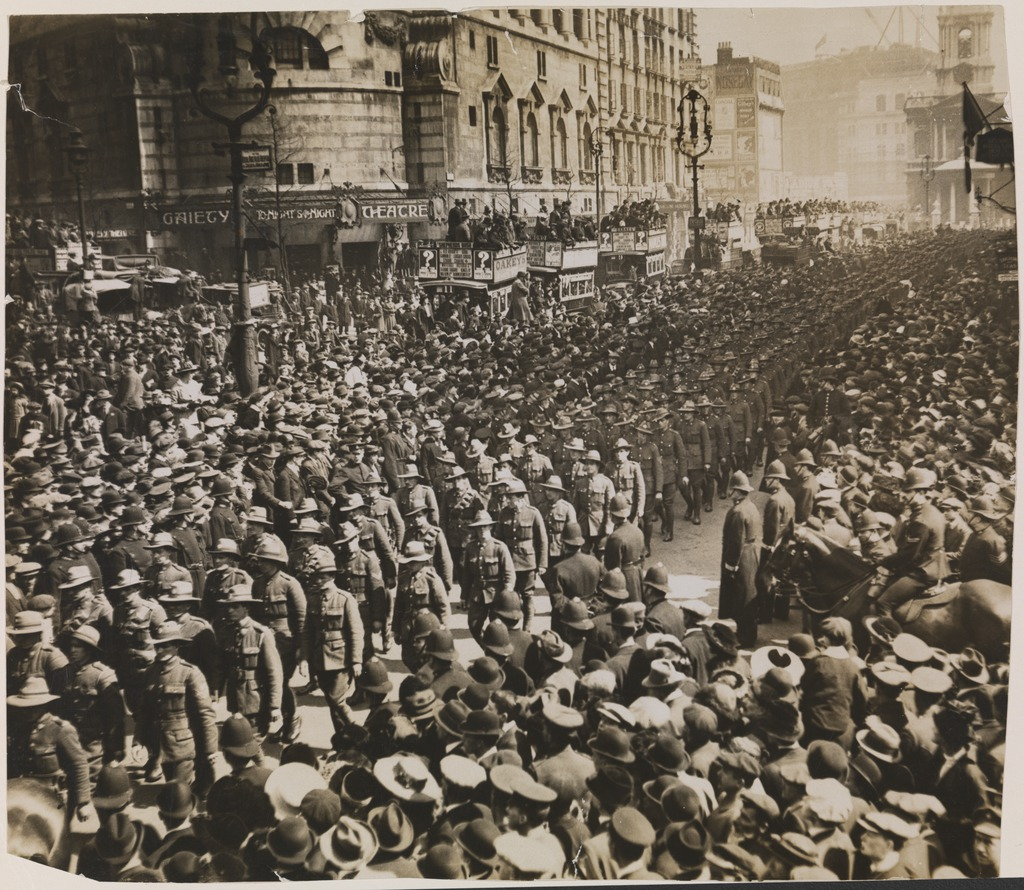
Eerste Anzacdagmars te Londen in 1916

Het gemenebest Australië bestond nog maar dertien jaar toen in 1914 de Eerste Wereldoorlog uitbrak. In augustus dat jaar verklaarde het Verenigd Koninkrijk de centrale mogendheden de oorlog waardoor Australië en Nieuw-Zeeland - die deel uitmaakten van de Commonwealth - zich automatisch aan de zijde van de geallieerden schaarden. In 1915 maakten soldaten uit Australië en Nieuw-Zeeland, de Anzacs, deel uit van de militaire expeditie die het schiereiland Gallipoli wilde veroveren om de Dardanellen voor de geallieerden vrij te maken. Het uiteindelijke doel was om Constantinopel te veroveren, de hoofdstad van het Ottomaanse Rijk, een bondgenoot van Duitsland.
Op 25 april 1915 om half vijf 's ochtends landden de Anzacs op Gallipoli. De verhoopte blitzkrieg om het Ottomaanse Rijk snel op de knieën te krijgen, eindigde in een patstelling. Acht maanden later trokken de geallieerden zich terug. Er vielen meer dan achtduizend Australische en bijna drieduizend Nieuw-Zeelandse doden te betreuren. Hoewel de expeditie mislukte verwierven de Anzacs toen een goede reputatie. Die werd de 'Anzac Legend' of de 'Spirit of Anzac' genoemd. Het daaropvolgende jaar, op 25 april 1916, werd de landing reeds herdacht. Er werden op verschillende plaatsen in Australië en Nieuw-Zeeland herdenkingsplechtigheden en -marsen gehouden. In Londen vond een herdenkingsmars plaats waarin meer dan tweeduizend Anzacs marcheerden. In het Australische kamp in Egypte werd een sportdag georganiseerd.
In de jaren 1920 werd Anzacdag een nationale gedenkdag in Australië en Nieuw-Zeeland. De meer dan zestigduizend gesneuvelden uit de Eerste Wereldoorlog werden op die dag herdacht. In Nieuw-Zeeland werd Anzacdag in 1922 officieel een gedenkdag. Tegen 1927 was Anzacdag in alle Australische deelstaten en territoria een officiële gedenkdag. Tegen midden de jaren 1930 had zich de Anzacdagtraditie ontwikkeld. Sinds de Tweede Wereldoorlog herdenkt men op Anzacdag ook de Australiërs en Nieuw-Zeelanders die deelnamen aan de oorlogsinspanningen in die oorlog. Later is men op Anzacdag alle Australiërs en Nieuw-Zeelanders beginnen herdenken die aan gelijk welke oorlogen, conflicten en vredesmissies deelnamen of er slachtoffer van werden.

## Anzacdagtraditie
Ochtendwake
Al sinds de eerste Anzacdag worden om half vijf 's ochtends waken gehouden. Een aan het westfront gelegen Australisch bataljon hield op 25 april 1916 de eerste ochtendwake. Op verschillende plaatsen in Australië werden volgens historici sindsdien spontaan ochtendwaken gehouden. De ochtendwake in Albany, vanwaar de Anzacs in 1914 voor Gallipoli ontscheepten, werd vroeger als oorsprong van de traditie aanzien. Volgens professor Moses van het 'St Mark's National Theological Centre' is de eerste ochtendwake daar echter vermoedelijk pas in 1930 gehouden. In Rockhampton in Queensland werd op 26 april 1916 om half zeven 's ochtends een interkerkelijke misviering voor een zeshonderdtal aanwezigen gehouden. Volgens Dr. Knapman is de ochtendwake die sinds 1928 in Sydney plaatsvindt de langstlopende.

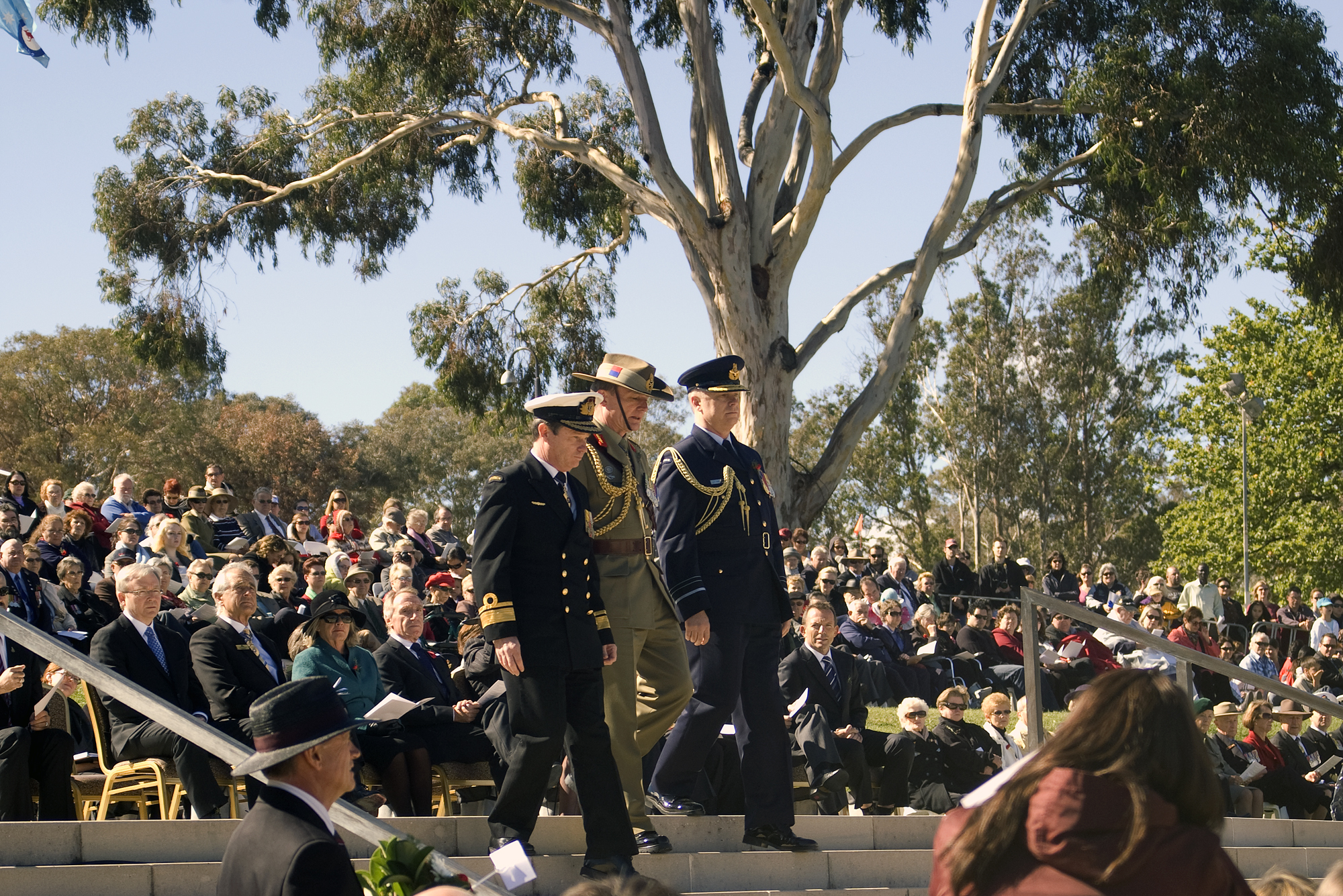
Kransneerlegging te Canberra in 2010

Aan herdenkingsmonumenten en op graven worden bloemenkransen gelegd. Ze bevatten laurier, rozemarijn, inheemse bloemen of klaprozen. Dikwijls reciteert een spreker 'De Ode'. De ode is een deel van een gedicht van de Engelse dichter Laurence Binyon. Het gedicht werd in 1914 in The Winnowing Fan: Poems of the Great War werd gepubliceerd.
They shall grow not old, as we that are left grow old
Age shall not weary them, nor the years condemn.
At the going down of the sun and in the morning

we will remember them.
Gunfire Breakfast
Na de ochtendwake wordt een 'Gunfire Breakfast' genuttigd. De traditie stamt van de Britse soldaten die eerst een kop thee met rum (Gun Fire) dronken alvorens ze de werkzaamheden voor het ontbijt aanvatten. Het 'Gunfire Breakfast' op Anzacdag wordt na de ochtendwake geserveerd en bestaat meestal uit koffie met rum maar kan ook uit spek met eieren of stoofpot met worst en brood bestaan.
Herdenkingsmars
Het hoogtepunt van de dag zijn de herdenkingsmarsen die overal worden gehouden. Oorspronkelijk liepen enkel soldaten die actieve dienst gezien hadden erin mee. Tijdens en na de Tweede Wereldoorlog mocht iedereen die aan de oorlogsinspanningen had deelgenomen meestappen. Ondertussen mogen ook kinderen, kleinkinderen en achterkleinkinderen ter ondersteuning meewandelen. Mensen die medailles werden toegekend dragen die links op de borst, nazaten die dat wensen dragen ze rechts op de borst. Rozemarijn is een eeuwenoud herdenkingssymbool en wordt in Australië op Anzac Day op de kleding gedragen omdat het op Gallipoli in het wild groeit. In Nieuw-Zeeland wordt op Anzacdag de klaproos gedragen.
Reünie
Na de marsen worden reünies en lunches gehouden in de plaatselijke etablissementen. Anzacdag is een van de weinige dagen van het jaar waarop volgens de wet overal two-up mag worden gespeeld. Het spel was een geliefd tijdverdrijf onder de Australische frontsoldaten tijdens de Eerste Wereldoorlog.
Last Post
Op het einde van de dag wordt de Last Post geblazen, gevolgd door twee tot drie minuten stilte. Daarna blaast men nog de 'Reveille'.

## Internationale herdenkingen (selectie)
Gallipoli

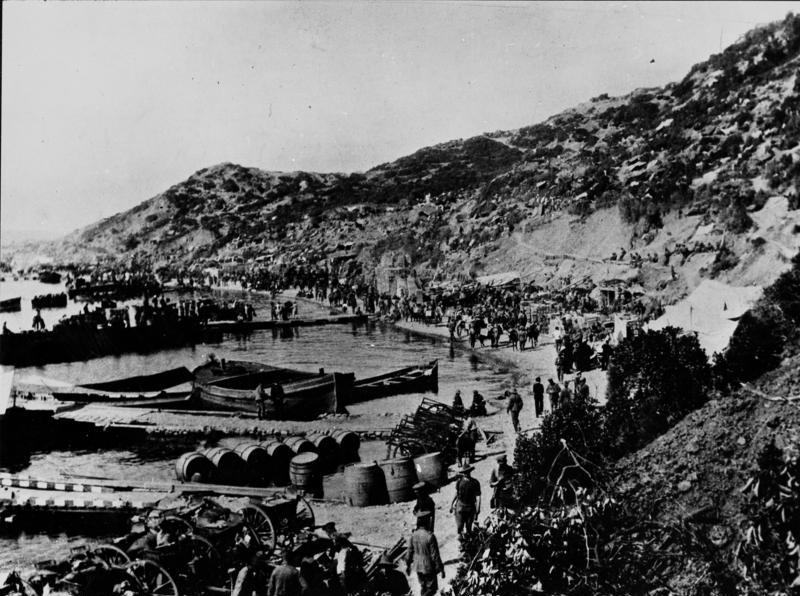
Anzac Cove - landing op 25 april 1915

Sinds 1934 trekken Australiërs en Nieuw-Zeelanders in almaar grotere getallen naar Gallipoli. Bij de eerste herdenking in Gallipoli zou Kemal Ataturk de volgende woorden hebben uitgesproken:

Those heroes that shed their blood and lost their lives. You are now lying in the soil of a friendly country. Therefore rest in peace.
There is no difference between the Johnnies and the Mehmets to us where they lie side by side here in this country of ours.
You, the mothers, who sent their sons from far away countries. Wipe away your tears, your sons are now lying in our bosom and are in peace.
After having lost their lives on this land they have ... become our sons as well.

Op Anzacdag in 1985 werd op de begraafplaats aan de landingsbaai een monoliet onthuld waarin Ataturks woorden waren gebeiteld. De baai wordt sindsdien door de Turkse overheid officieel Anzac Cove genoemd. In 2017 vreesden historici dat Ataturks woorden door islamisten waren verwijderd. Volgens de Turkse overheid betreft het een restauratie en zou de tekst nog worden hersteld.
België
Op het Buttes New British Cemetery in Zonnebeke wordt elk jaar op Anzacdag een ochtendwake gehouden. Om half tien vindt op Tyne Cot Cemetery een misviering plaats. Vervolgens vertrekt aan de Lakenhalle van Ieper een processie naar de Menenpoort waar bloemenkransen worden neergelegd. Dan gaat het naar het 'Belgian War Memorial' waar eveneens kransen worden neergelegd. Om vier uur in de namiddag vindt er een herdenkingsplechtigheid plaats aan het Toronto Avenue Cemetery in het Ploegsteertbos. Er worden bloemenkransen en houten kruisen op de graven gelegd, geweerschoten gelost en muziek gespeeld. Om acht uur 's avonds wordt aan de Menenpoort de Last Post geblazen. Er wordt ook een plechtigheid aan het New Zealand Memorial gehouden.
Canada
In Canada worden herdenkingsplechtigheden georganiseerd in onder meer Ottawa, Toronto, London, St. John's, Winnipeg, Edmonton, Calgary en Vancouver.
Frankrijk
De officiële herdenkingsplechtigheid in Frankrijk wordt jaarlijks in Villers-Bretonneux gehouden. De ochtendwake vindt aan de 'Australian National Memorial' plaats. Er worden verder nog plechtigheden gehouden in onder meer Bullecourt en Vignacourt.
Verenigd Koninkrijk
De belangrijkste ochtendwaken in het Verenigd Koninkrijk vinden elk jaar plaats aan de 'Australian War Memorial' en de 'New Zealand War Memorial' in Hyde Park Corner in Londen. Vervolgens volgt een herdenkingsplechtigheid in de St Paul's Cathedral. De Britse premier legt een bloemenkrans aan de cenotaaf van Whitehall. Later volgt nog een herdenkingsplechtigheid in Westminster Abbey.
Verder vinden plechtigheden plaats in onder meer Alrewas, Brockenhurst, Bury, Cambridge, Cannock Chase, Chesterfield, Chevington, Chilworth, Chorlton-cum-Hardy, Eltham, Harefield, Hull, Morecambe, Northampton, Norwich, Oxford, Peterborough, Sutton Veny, Waddington, Walton-on-Thames, Warrington, Weymouth, Glenavy, Aberdeen, Arbroath, Edinburg, Aberystwyth en Chepstow.

## Galerij

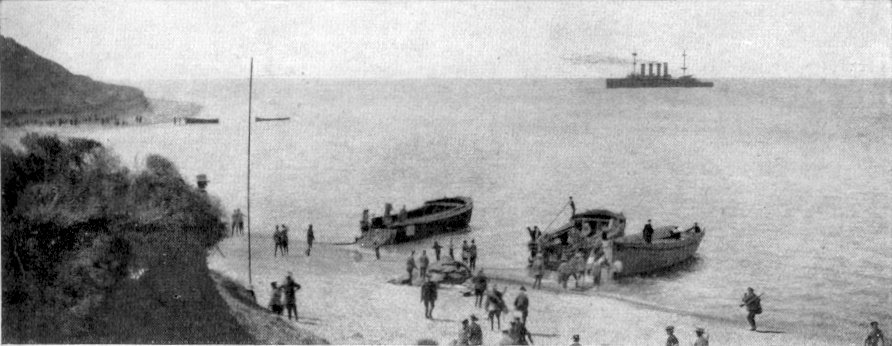
Anzac Cove - landing op 25 april 1915
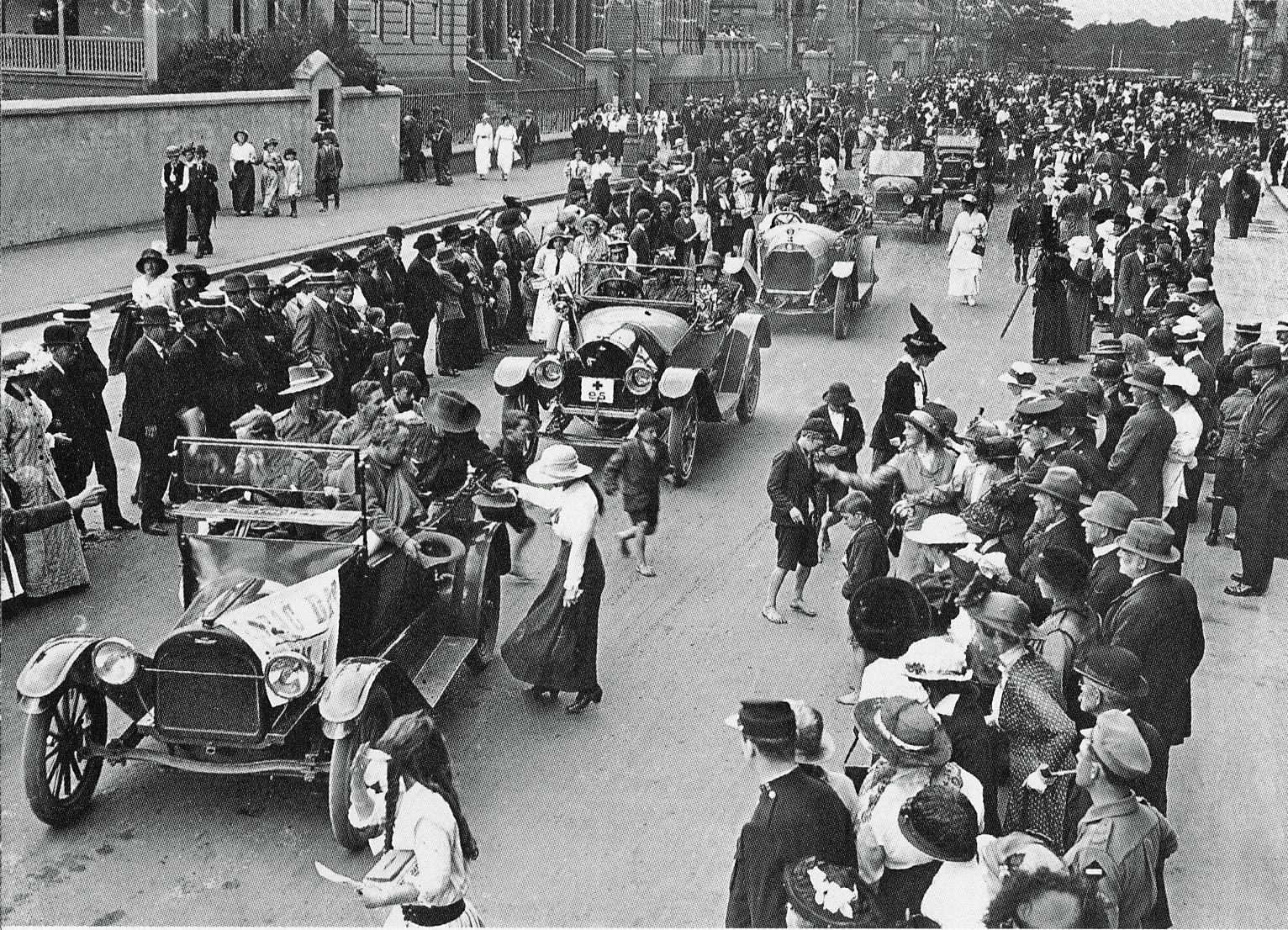
Eerste Anzacdag op 25 april 1916 in Sydney
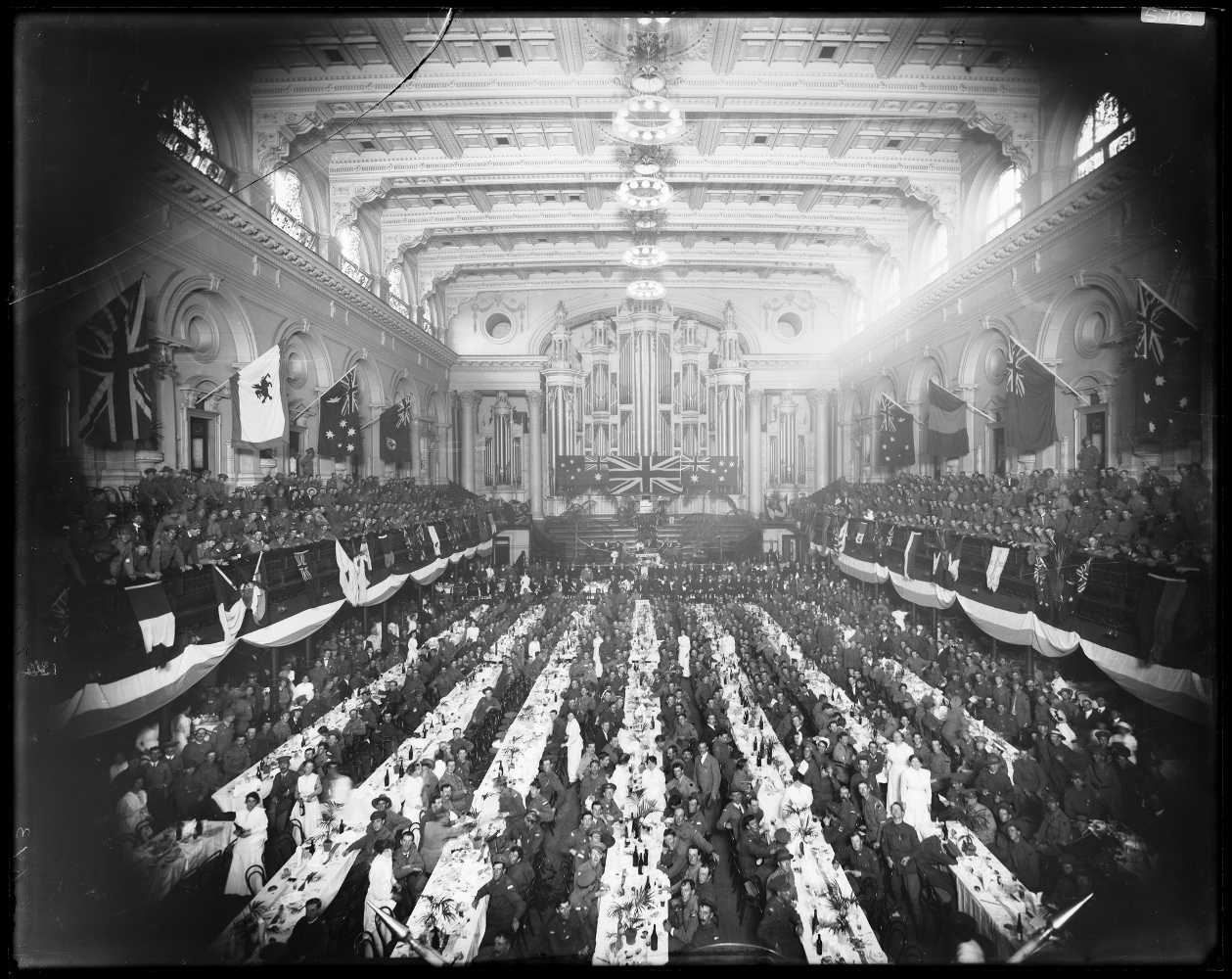
Anzacdagdiner voor teruggekeerde soldaten te Sydney in 1916
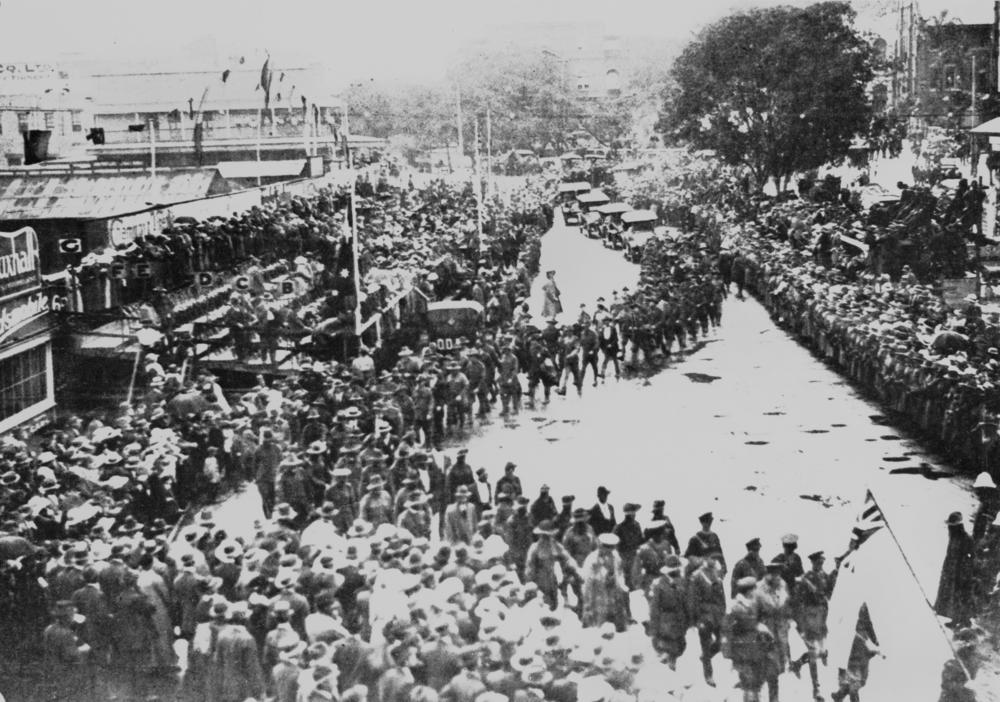
Herdenkingsmars te Brisbane in 1919
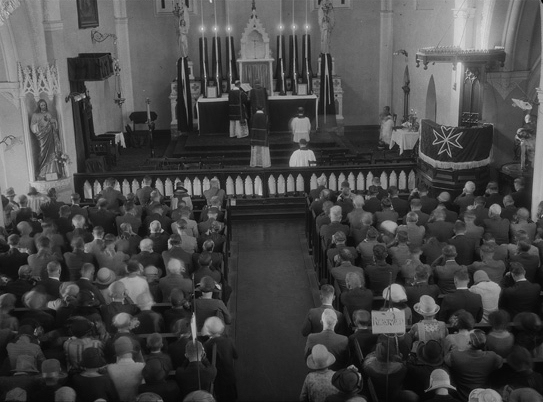
Herdenkingsmis te Perth in 1928
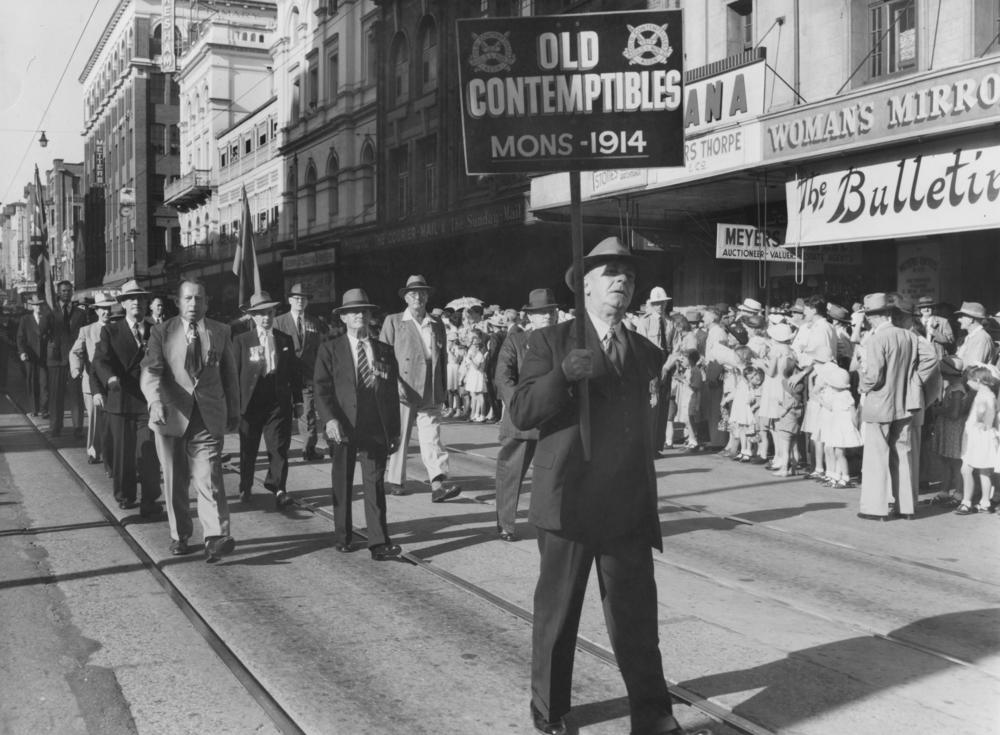
Herdenkingsmars te Brisbane in 1954